# Number Ones (album, ABBA)
Number Ones je kompilační album švédské hudební skupiny ABBA, vydané v listopadu 2006 u labelu Universal Music Group. Obsahuje hity, které se umístily na 1. místě hitparád v některé ze zemí, kde kapela vydávala desky.
Omezená edice zahrnuje bonusový kompaktní disk s dvanácti skladbami z alb, které se umístily také na 1. příčce hiparád.
Ve Spojeném království obsahovalo album dlouhohrající verzi skladeb Summer Night City a Ring Ring, přestože se v něm ani jedna nestala velkým hitem.
Tchajwanská verze ještě obsahuje jednu položku za skladbou I Have A Dream. Jedná se o směs všech osmnácti písní uvedených na CD v remixové formě zpívajících hlasů.

## Seznam skladeb – mezinárodní trh
1. Gimme! Gimme! Gimme! (A Man After Midnight)
2. Mamma Mia
3. Dancing Queen
4. Super Trouper
5. SOS
6. Summer Night City
7. Money, Money, Money
8. The Winner Takes It All
9. Chiquitita
10. One Of Us
11. Knowing Me, Knowing You
12. Voulez-Vous
13. Fernando
14. Waterloo
15. The Name of the Game
16. I Do, I Do, I Do, I Do, I Do
17. Take a Chance on Me
18. I Have A Dream

## Seznam skladeb – britský trh
1. Gimme! Gimme! Gimme! (A Man After Midnight)
2. Mamma Mia
3. Dancing Queen
4. Super Trouper
5. SOS
6. Summer Night City – (dlouhá verze)
7. Money, Money, Money
8. The Winner Takes It All
9. Chiquitita
10. One Of Us
11. Knowing Me, Knowing You
12. Voulez-Vous
13. Fernando
14. Waterloo
15. Ring Ring – (dlouhá verze)
16. The Name of the Game
17. I Do, I Do, I Do, I Do, I Do
18. Take a Chance on Me
19. I Have A Dream

## Omezená edice (Limited Edition) s bonusovým CD

### Bonusové CD
1. When I Kissed The Teacher
2. Hole In Your Soul
3. Dance (While The Music Still Goes On)
4. Me And I
5. The King Has Lost His Crown
6. Rock Me
7. Tiger
8. I Wonder (Departure)
9. Another Town, Another Train
10. Our Last Summer
11. Kisses Of Fire
12. Slipping Through My Fingers

## Hitparády a certifikace
Album Number Ones dosáhlo i přes menší prodejnost na 1. místo v hitparádě na Novém Zélandu (8. ledna 2007), kde se udrželo tři týdny a získalo zde zlatou desku, jeden týden bylo na první příčce i na Tchaj-wanu.. Ve Spojeném království se nejvýše propracovalo na 15. pozici, v Austrálii pak na 36. místo, kde vstoupilo do TOP 50 poprvé po uvedení filmu Mamma Mia! do kin.